# Charmaine Thomas
Charmaine Thomas  (geb. 25. August 1974) ist eine ehemalige antiguanische Sprinterin.
Sie trat bei den Olympischen Spielen 1996 in Atlanta. Mit den Teamkolleginnen Dine Potter, Sonia Williams und Heather Samuel lief sie in der 100-Meter-Staffel und der 400-Meter-Staffel. Beide Male schied das Team schieden in der Vorrunde aus.